# Park Narodowy Północnego Isfjordu
Park Narodowy Północnego Isfjordu (norw. Nordre Isfjorden nasjonalpark) – położony jest w zachodniej części Spitsbergenu, wzdłuż wysp i północnego brzegu fiordu Isfjorden, w archipelagu Svalbard, położonego pomiędzy Morzem Barentsa a Morzem Grenlandzkim. Park został utworzony 26 września 2003 roku, obejmuje obszar 2 952,1 km², z czego 2 047 km² powierzchni stanowi obszar stałego lądu, a 905 km² wody morskie. Na tym dużym chronionym obszarze istnieją złoża torfu, co jest niezwykłe w Svalbard.

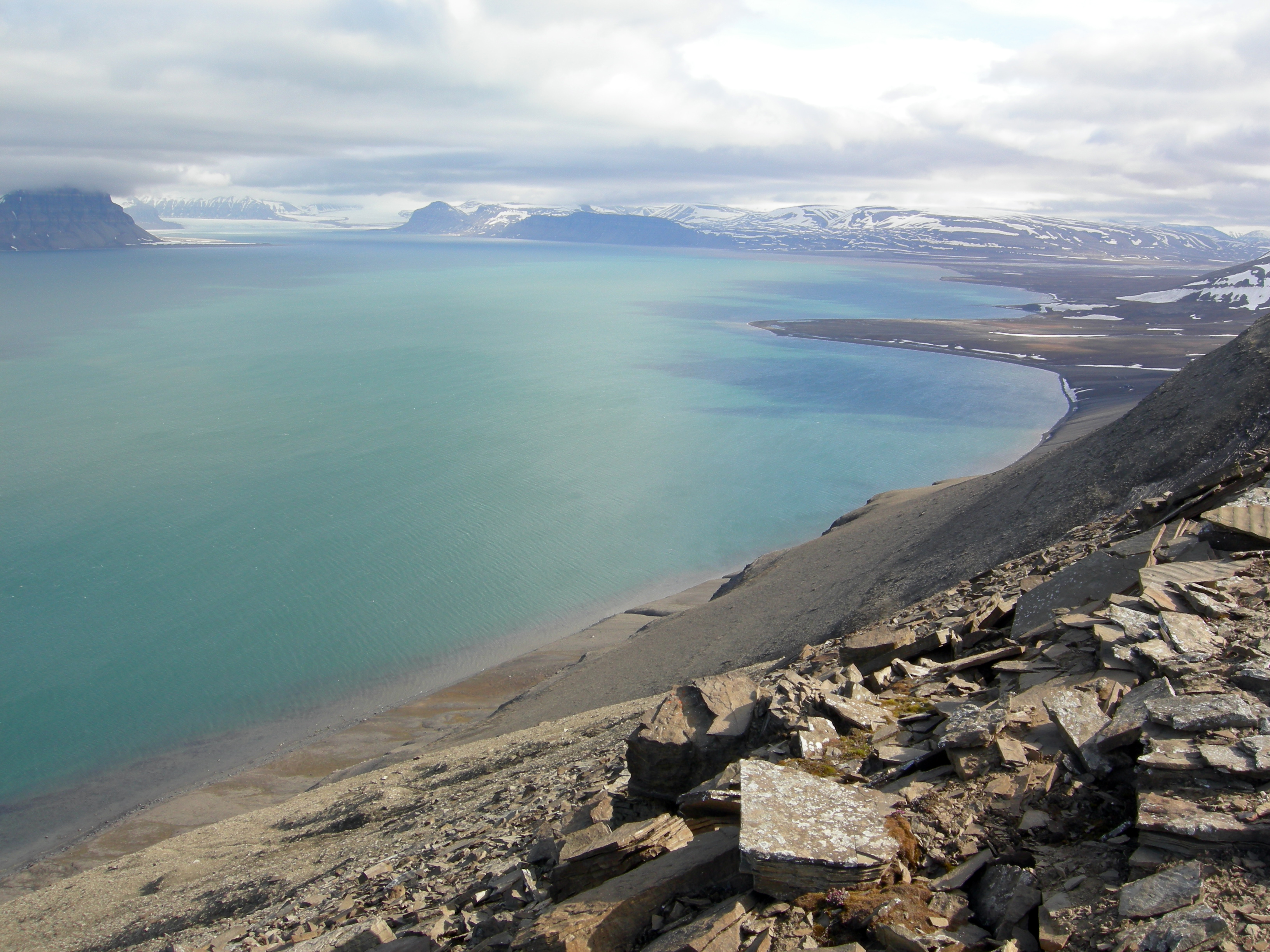
Widok na fiord Isfjorden

Park narodowy charakteryzuje się fiordami otoczonymi rozległymi równinami i plażami gdzie można spotkać bujną roślinność. Istotnymi elementami w krajobrazie są lodowce, a także okoliczne fiordy m.in. Ekmanfjorden, Tschermakfjellet. Obszar parku narodowego jest także miejscem gniazdowania i rozrodu kaczek, gęsi i ptaków brodzących, a niedźwiedzie polarne regularnie podróżują w tym obszarze w zimie i na wiosnę. Na obszarze parku nie obowiązuje zakaz używania samolotów i helikopterów, rowerów, pojazdów silnikowych na gołej ziemi, ponieważ jego obszar leży poza ściśle chronioną strefą Management Area 10.

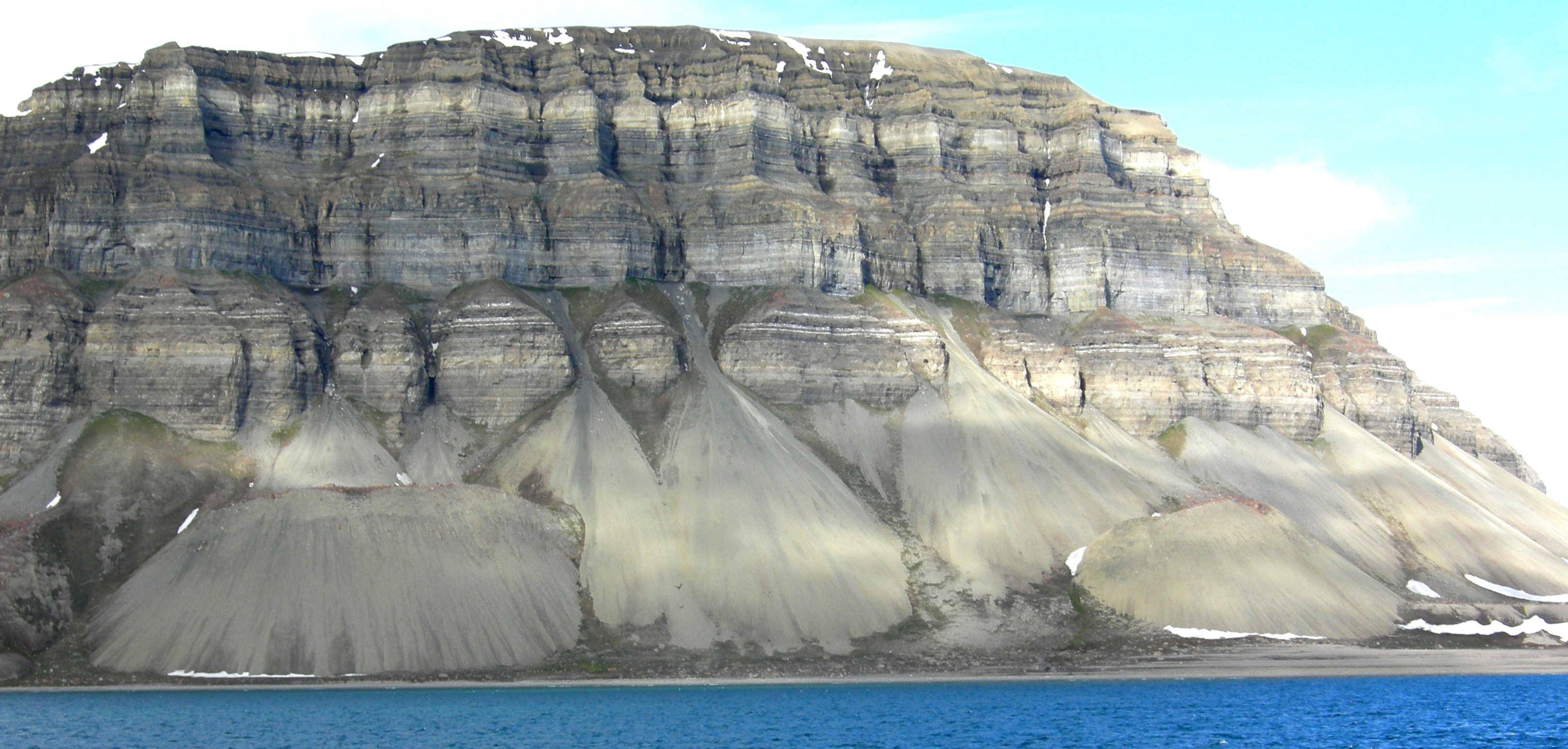
Skały otaczające fiord Isfjorden